# Miss São Paulo 2012
Miss São Paulo 2012 foi um concurso de beleza realizado em 2012 em São Paulo

## Resultados

### Colocações
| Colocação               | Município e Candidata |
| Miss São Paulo          | - Jaú - Francine Pantaleão |
| 2º. Lugar               | - Cordeirópolis - Layla Pennas |
| 3º. Lugar               | - Atibaia - Milena Xeder |
| Finalistas              | - Barueri - Carol Mischiatti - São José do Rio Preto - Francine Gomes                                                                                                 |
| (TOP 10) Semifinalistas | - Araraquara - Suellen Travensolo - Indaiatuba - Djuna Patzi - Piracicaba - Larissa Mizuhira - Ribeirão Preto - Isabela Posterari - São Paulo - Maíra Vieira          |
| (TOP 15) Semifinalistas | - Artur Nogueira - Wanessa Pamplona - Caieiras - Katiúscia Torres - Peruíbe - Amanda Stachera - Santana de Parnaíba - Mayara Lima - Santo Anastácio - Raissa Belluzzo |

### Premiação Especial
- A vencedora do voto popular tem o direito de estar entre as semifinalistas da competição:

| Premiação         | Município e Candidata         |
| Miss Simpatia     | - Guarulhos - Mayara Pohlmann |
| Miss Voto Popular | - Jaú - Francine Pantaleão    |

## Jurados
- A lista de jurados abaixo corresponde a final televisionada com todas as candidatas ao título: [2]

1. Amir Slama, estilista;
2. Helô Pinheiro, empresária e eterna "Garota de Ipanema";
3. Ricardo Almeida, estilista;
4. Adriana Vilarinho, dermatologista;
5. Celso Kamura, maquiador e cabeleireiro;
6. Ellen Jabour, modelo e apresentadora;
7. Boarnerges Gaeta Jr., diretor executivo do Miss Brasil;
8. Arley Aires, diretora do SP Turismo;
9. Ana Beatriz Figueiredo, piloto de Fórmula Indy;
10. Rita Batista, apresentadora do Muito +; e
11. Gigi Neves, diretora de relacionamento do Shopping Iguatemi.

## Candidatas
Todas as trinta candidatas que competiram pela coroa mais desejada do estado:  
| - Araraquara - Suellen Travensolo - Araras - Nathália Engles - Artur Nogueira - Wanessa Pamplona - Atibaia - Milena Xeder - Barueri - Carol Mischiatti - Bragança Paulista - Tamara Gutierrez - Cabreúva - Samanta Cruz - Caieiras - Katiúscia Torres - Campinas - Stephanie Garotti - Cordeirópolis - Layla Pennas - Diadema - Letycia Jordão - Dracena - Isabela Crociolli - Guarulhos - Mayara Pohlmann - Indaiatuba - Djuna Patzi - Itapetininga - Suellen Lara | - Itatiba - Daniela Rauter - Itu - Laís Lucena - Jaú - Francine Pantaleão - Mairiporã - Lorena Valença - Marília - Julia Menino - Peruíbe - Amanda Stachera - Piracicaba - Larissa Mizuhira - Ribeirão Preto - Isabela Posterari - Rio das Pedras - Natália Ferreira - Santana de Parnaíba - Mayara Lima - Santo Anastácio - Raissa Belluzzo - Santo André - Bruna Guimarães - São José do Rio Preto - Francine Gomes - São Paulo - Maíra Vieira - Sumaré - Heloísa Fernandes |

## Crossovers
Candidatas que possuem um histórico de participações em outros concursos:

### Estaduais
Miss São Paulo
- 2014: Cordeirópolis - Layla Pennas (TBD)
  - (Representando o município de Cordeirópolis)

### Nacionais
Miss Terra Brasil
- 2013: Indaiatuba - Djuna Patzi 
  - (Representando o Estado de São Paulo)

Miss Brasil Supranacional
- 2014: Jaú - Francine Pantaleão
  - (Representando o Estado de São Paulo)

## Ver Também
- Miss São Paulo
- Miss São Paulo 2013

## Ligações Externas
- Site Oficial do Miss Brasil
- Página do Miss São Paulo no Site Oficial do Miss Brasil